# Ньютонівство
Ньюто́нівство (англ. Newtonianism) — система поглядів, заснована на думках, принципах і методах англійського вченого Ісаака Ньютона (1642—1727). Характеристиками ньютонівської філософії є відмова від непідтверджених припущень, використання методу аналізу й синтезу, застосування математичних методів.

## Визначення ньютоніанства
Першим визначив ньютонівство на початку XVIII століття Джон Гарріс. У своєму ««Lexicon Technicum» він писав, що хоча це поняття означає «вчення Ісаака Ньютона про всесвіт, зокрема про небесні тіла, їхні закони й взаємний вплив», далі він уточнює, що це поняття застосовується дуже по-різному та призводить до плутанини; тому він вказує п'ять різних розумінь терміна.
Згідно зі словами американського історика науки Бернарда Коена, у XVIII столітті були дві наукові традиції ньютонівства: гіпотетично-експериментальна, пов'язана з трактатом Ньютона «Оптика», й математико-дедуктивна, що стосується «Математичних начал натуральної філософії».

## Розвиток вчення

### В Англії
Бувши палким християнином, Ісаак Ньютон вважав, що в основі природи знаходиться порядок, установлений божественним творцем. Через деякі причини Ньютон не вважав, що потрібно оприлюднювати свої богословські праці, тому значна частина з них з'явилася по смерті вченого. В опублікованих за його життя працях викладалися тільки ті погляди, які не суперечили панівним в Англії того часу. Згідно з уявленнями Ньютона, вивчення явищ природи має наштовхувати на думки про існування живої, розумної й повсюдної Істоти. Побоюючись, що в результаті читання його «Математичних начал натуральної філософії» (1687) єретики утвердяться у своїх помилках, Ньютон до другого видання цієї праці в 1713 році вклав додаток «Загальна схолія», де сформулював біблійне бачення всемогутньої істоти. У другому виданні «Оптики» (1717) Ньютон пов'язує натуральну філософію з богослов'ям, обґрунтовуючи існування Бога за допомогою телеологічної аргументації. «Начала» Ньютона стали дуже важливими в Англії після Славної революції, після якої Вільгельм Оранський посів престол. Ньютонівський божественним чином контрольований всесвіт став зразком для уряду вігів і лояльних до них ліберальних християн. Божественний порядок системи Ньютона припускав стабільність суспільного ладу. Християнські натуралісти й прихильники природної теології отримали підґрунтя для суперечок із прихильниками атомізму, оскільки хаотичний рух атомів не міг призвести до тогочасного устрою. За згодою Ньютона, його послідовники богослови Річард Бентлі (1662—1742) і Самюель Кларк (1675—1729) використовували теорії свого вчителя для підтримки монархії й державної церкви.
Подання науки як форми вихваляння Бога Отця описував Роберт Бойль, який у своїй книзі Christian Virtuoso доводив, що експериментальна філософія допомагає людині бути хорошим християнином і те, що Бог вимагає не поверхневого, а глибокого вивчення його праць. Не тільки вивчення астрономічних явищ дозволяє пізнати його славу, а й дослідження устрою будь-якого найдрібнішого м'яза. Джон Рей і Френціс Вілбі шукали Бога у флорі й фауні, Роберт Гук спостерігав його у волосинках сирного кліща, Бойль — у русі частинок. У працях Генрі Мора наводилися телеологічні обґрунтування створення різних тварин, рослин і мінералів. У 1692 році Річард Бентлі зібрав всі ці докази, назвавши їх теорією Ньютона. У 1704 році Самюель Кларк через філософію сформулював ці думки. У роботі «Physico-Theology» друг Ньютона Вільям Дерем (1657—1735) виводив властивості Бога з властивостей його створінь. У перші десятиліття XVIII століття уявлення про перевагу ньютонівської картини світу як вищої форми вихваляння створеного Богом світу стало загальною думкою. У цілому, всі ці дослідження були спрямовані проти епікурейського атеїзму, вчень Томаса Гоббса й Бенедикта Спінози. Сам Ньютон ставився до цього переважно доброзичливо, хоча деякі з поглядів його прихильників суперечили його власним. Уведений Джоржем Чейном (1671—1743) за схожістю із законом всесвітнього тяжіння принцип «возз'єднання з Богом» був, на думку Ньютона, занадто близький до неоплатонізму; Ньютон підготував «викриття» фізико-теології Дерема; математичні та статистичні методи богослов'я Джона Крега (1663—1731) суперечили підходу Ньютона до тлумачення пророцтв. Телеологічна аргументація, часто вживана його учнями, була занадто близька до того, щоб вважати зрозумілими наміри Бога — єресі, на думку Ньютона.
Ньютон і його послідовники доводили відсутність суперечностей між Святим Письмом і знаннями про природу. «Telluris Theoria Sacra» Томаса Бернета, що вийшла в 1681 році, описала пояснення Всесвітнього потопу на основі теорії порожнистої Землі, Ньютон запропонував своє бачення цих думок із метою з'ясувати те, яким чином Бог повинен був спочатку розташувати планети, щоб їхній рух відповідав тому, що спостерігається. У цьому напрямку працював Вільям Вістон (1667—1752), в його книзі «A New Theory of the Earth» (1696) були сформульовані наступні постулати:
1. Буквальний сенс Біблії правдивий і реальний в тих випадках, коли немає очевидних суперечностей;
2. Те, що можна пояснити природним шляхом, може бути пояснено також через вплив вищих сил;
3. Те, що давня традиція вважала справжнім про устрій природи, походженням світу або про давні царства, цілком може бути правдивим, тією мірою, яка не суперечить Писанню, розуму та філософії.

Використовуючи математичну термінологію, наступник Ньютона на лукасівській кафедрі довів, що через 1700 років після Створення світу, в четвер 27 листопада, комета пройшла через атмосферу Землі й своїм хвостом викликала потоп. Хоча, мабуть, Ньютон не був у всьому згоден зі своїм учнем, але висловлені в цій книзі ідеї він прийняв. У тому ж дусі була написана книга Джона Вудварда «An Essay toward a Natural History of the Earth and Terrestrial Bodies» (1695), в якій доводилося, що знайдені викопні залишки доводять біблійні відомості про потоп, а їхній розподіл у глибинних шарах пояснювався опусканням під дією сили тяжіння.